# Oliverella hildebrandtii
Oliverella hildebrandtii là một loài thực vật có hoa trong họ Loranthaceae. Loài này được (Engl.) Tiegh. mô tả khoa học đầu tiên năm 1895.